# Macario di Collesano
Macario Abate, o San Macario di Collesano (Collesano, ... – Oliveto Citra, 16 dicembre 1000), fu un monaco italiano; è venerato come santo dalla Chiesa cattolica.
Come riportato dal Patriarca di Gerusalemme, Oreste Geremia, San Macario nacque a Collesano, attualmente in provincia di Palermo .
Egli visse durante la dominazione araba della Sicilia, iniziata nell'827, quando Eufemio da Messina chiamò gli arabi, e terminata nel 1061 con la conquista di Roberto il Guiscardo.
Don Francesco Ciccone, nativo di Teora, Arciprete curato di Santa Maria della Misericordia in Oliveto Citra, nella sua opera del 1907  collocava in modo errato l'epoca di nascita di San Macario perché non era a conoscenza dell'Agiografia di Oreste, riscoperta solamente sul finire del XIX secolo dal Vicebibliotecario di Santa Romana Chiesa, Rev. Mons. Giuseppe Cozza Luzi .

Per quanto riguarda l'onomastica, il nome Macario (dal greco makarios = beato o felice) era senza dubbio un nome comunemente usato tra i cristiani del vicino Oriente, 
quindi il nome del nostro San Macario si inserisce nel solco della tradizione monastica orientale (vi erano stati numerosi altri San Macario), visto che la Sicilia e quasi l'intero territorio dell'Italia meridionale rimasero possedimenti dell'Impero d'oriente fino alla conquista normanna.

## Biografia

### La famiglia
San Macario nacque a Collesano nel primo ventennio del decimo secolo. Appartenne a una famiglia singolare, in quanto tutti i componenti di questa (moglie e marito più i due figli) sono venerati come santi: San Cristoforo da Collesano e Kalì, San Saba il Giovane e Macario. Il primo a lasciare casa e beni materiali, dietro l'ordine dell'Arcangelo Michele venutogli in sogno, fu il padre Cristoforo, seguito, non molto tempo dopo, dai figli Saba e Macario. Essi abbracciarono la vita religiosa secondo le direttive e lo spirito ascetico di San Niceforo. Anche Kalì si ritirò in vita ascetica per formare una piccola comunità femminile.

### In altre contrade
Dopo Collesano, il gruppo dei tre, Cristoforo, Saba e Macario, fu per qualche tempo nei pressi di San Filippo d'Agira ove Cristoforo aveva riedificato una chiesa diruta e l'aveva dedicata a San Michele Arcangelo che lì lo aveva inviato. Nel 941, quando i Saraceni avevano ridotto alla fame l'intera isola, per sfuggire alla persecuzione i Santi con i loro confratelli furono costretti ad allontanarsi dalla Sicilia: dapprima raggiunsero la fortezza bizantina di Erimata, l'ultima roccaforte a capitolare nella conquista araba della Sicilia, per poi passare lo Stretto di Messina e portarsi nel Mercurion, la zona intermedia tra l'odierna Calabria e la Basilicata. Presso il fittissimo bosco di Viggianello edificarono un monastero dedicato a San Michele Arcangelo. Nel 952, per timore che i Saraceni risalissero il corso del fiume Mercure portando morte e devastazione, si recarono presso un castello fortificato sul fiume Sinni fondando lì il monastero di San Lorenzo in Valle e contribuendo alla nascita di un importante centro urbano che prenderà il nome di Episcopia . Qui si spense Cristoforo nel mese di agosto dell'anno 981, assistito dai figli, e la moglie Calì lo raggiunse poco dopo nel talamo celeste .
Alla morte dei genitori, Saba e Macario lasciarono il territorio di Episcopia recandosi presso Lagonegro dove fondarono un monastero dedicato a San Filippo.
Successivamente San Macario si recò nel salernitano dove decise di stabilirsi in un eremo nelle campagne di Oliveto Citra dove, dieci anni dopo la morte del fratello Saba, il 16 dicembre spirò assistito dai suoi confratelli.
La data esatta del trapasso di San Macario è stata ricalcolata in base alla effettiva data di morte di San Saba, avvenuta giovedì 6 febbraio 990 (come precisamente riportato da Oreste Geremia) e non nel 995, quando il 6 febbraio cadeva di mercoledì. Pertanto San Macario raggiunse il Cielo alla fine dell'Anno Mille 

## La scelta di Oliveto Citra
È legittimo accettare la ininterrotta tradizione secondo cui Oliveto fu scelto come luogo ideale per un rapporto intenso e diretto con Dio, da parte di San Macario, e poi come custode dei suoi resti mortali. Questa tradizione, mai contraddetta, è avvalorata anche dai siti religiosi che hanno ospitato le sue reliquie e dai documenti che trattano sia dell'accoglienza trionfale delle medesime (1517) nella chiesa annessa al convento francescano Santa Maria del Paradiso, sia della ricognizione delle stesse Reliquie negli anni 1632 e 1845. Probabilmente la mancanza di documenti è spiegata dallo smarrimento di tanti documenti a causa del trasporto frettoloso dei testi della biblioteca del convento ad altri conventi della provincia francescana di Salerno, in seguito alla soppressione del convento medesimo, alla soppressione napoleonica del 1811 ed infine alla Legge eversiva dell'asse ecclesiastico del 1866.
Dalla relazione di un certo Padre Buonaventura da Mercogliano si viene a conoscenza che fu il guardiano dell'epoca, Padre Bernardino Maurella da Oliveto, a chiedere ed ottenere l'autorizzazione da parte di Papa Leone X dal trasferimento delle reliquie di San Macario dalla chiesa di San Pietro a quella di Santa Maria del Paradiso.
Della chiesa di San Pietro il testo latino parla di chiesa ...quasi diruta de cursu temporis, cioè quasi distrutta per il trascorrere degli anni, dov'erano conservate le reliquie di San Macario irreligiose et irriverenter, cioè senza alcuna devozione e cura. Quindi è nel 1517, probabilmente il 24 maggio, che avvenne la traslazione del corpo di San Macario con grande concorso di popolo anche dei paesi circostanti e la partecipazione delle autorità e del clero locale e di tutta la comunità del convento. Una volta ospitate le reliquie di San Macario nell'imponente chiesa di Santa Maria del Paradiso, nel corso degli anni, si provvide anche a costruire un ampio cappellone con un altare sormontato da colonne e timpano, non marmorei, in stile barocco.

## La ricognizione delle reliquie del santo
A proposito delle ricognizioni delle reliquie di San Macario, il 10 gennaio 1845 il sindaco dell'epoca, Nicola Cappetta, chiese all'Arcivescovo di Conza, Monsignor Leone Ciampa, di autorizzare l'Arciprete o un altro sacerdote ad eseguire la ricognizione del corpo di San Macario. Il 18 gennaio dello stesso anno, l'arcivescovo, autorizzava l'arciprete, unitamente a due altri sacerdoti scelti a suo piacimento, a «...rivisitare le ossa del glorioso San Macario». Finalmente il 25 gennaio l'arciprete Giuseppe Nicastro, assistito da Don Giovanni Pietro Greco e Don Gaetano Cappetta, eseguirono la tanto richiesta ricognizione delle Reliquie. Il documento citato scende nei particolari di questa delicata operazione affermando che vennero ritrovate due cassette, una di legno, consumata dal tempo, con un osso dell'avambraccio, la testa, e l'omero e un'altra cassetta di ottone ermeticamente chiusa all'interno della quale vi erano una veste di guanciale contenente parte della tibia e altri resti non meglio identificati. Però fu trovato un documento che verbalizzava la precedente ricognizione avvenuta il 24 luglio 1652 alla presenza del guardiano dell'epoca, Padre Francesco di Torella.
Il 2 marzo 1852 fu dato incarico al guardiano Padre Francesco d'Andretta di riporre le reliquie riconosciute nel 1845 nella nuova statua argentea a mezzo busto. Così indirettamente conosciamo anche la data in cui fu realizzata la statua del nostro patrono, attualmente oggetto di venerazione e di culto. La devozione a San Macario si è radicata e manifestata perché le popolazioni locali lo hanno invocato per la guarigione di diverse malattie, per la liberazione degli ossessi, e per avere il tempo propizio per la semina e per la raccolta dei diversi frutti della terra.